# Trogiomorpha
Trogiomorpha (лат.) — подотряд сеноедов.

## Описание
Усики из более чем 20 сегментов, сегменты жгутика без кольцевидных насечек. Хитиновые нити гипофаринкса раздельны на всём протяжении. Парапрокты с анальным шипом.

## Систематика
В составе подотряда:
- Инфраотряд: Atropetae
  - Семейство: Lepidopsocidae
  - Семейство: Psoquillidae
  - Семейство: Trogiidae
- Инфраотряд: Psocathropetae
  - Семейство: Prionoglarididae
  - Семейство: Psyllipsocidae